# Letiště Drážďany

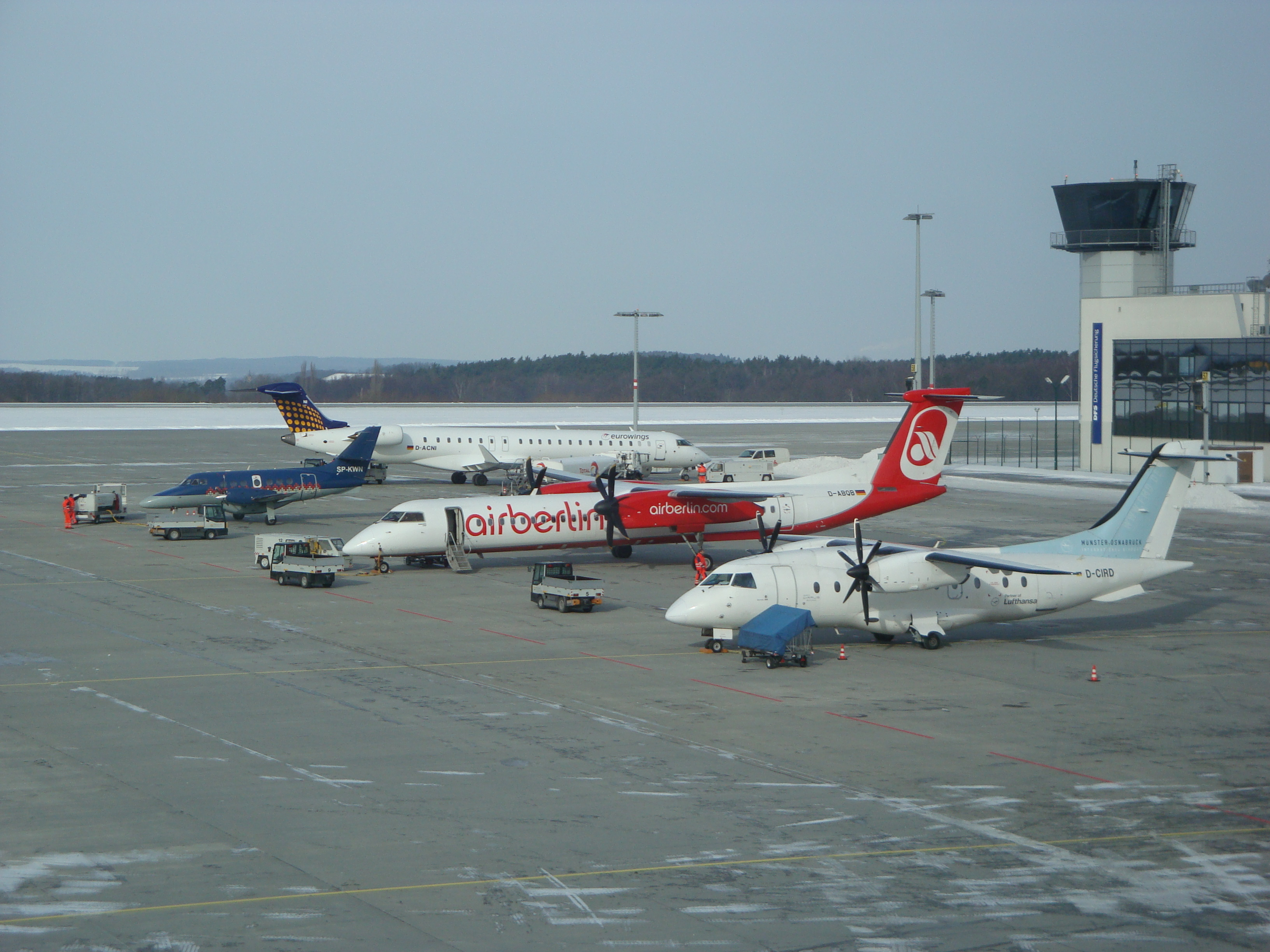
Letiště Drážďany, rampa III.

Letiště Drážďany (německy: Flughafen Dresden) (IATA: DRS, ICAO: EDDC) je mezinárodní letiště v Drážďanech, to je hlavní město spolkové země Sasko. V roce 2016 odbavilo přes 1,6 milionů cestujících, létá se odsud především po Evropě a do dovolenkových destinací u moře. Disponuje 2,8 km dlouhou ranvejí, jedním osobním a nákladním terminálem, dále vlakovým nádražím. Má vlastní přípojku na dálnici A4 vedoucí z východu na jih země.
Areál letiště se nalézá na severu města a v jeho terminálu jsou kromě příletové a odletové části i různé obchody, konferenční centrum či vyhlídková plošina pro návštěvníky. Zajímavostí je futuristický prosklený most Skywalk, který propojuje kryté parkoviště s odbavovacími přepážkami. Terminál, bývalý hangár určený na výrobu letadel, je díky své průmyslové architektuře považován za jeden z nejkrásnějších letištních terminálů v Německu. Každou poslední neděli v měsíci je zde možná prohlídka v češtině.[zdroj?]